# La Villageoise (vin)
Pour les articles homonymes, voir La Villageoise.
La Villageoise est un vin de marque, produit par la Société des Vins de France. Il s’agit d’un vin de négociant réalisé par assemblage appartenant au Groupe Castel depuis 1992, de vins sans origine géographique définie car issus de différents pays de l'Union européenne. Le vin est étiqueté « Vin de l'Union européenne ».

## Volumes et utilisation
Le volume total des ventes de La Villageoise est d’environ douze millions de bouteilles, pour deux gammes distinctes :
- Une gamme destinée à un usage boisson, vendue en bouteilles de 150 cl, en rouge, rosé et blanc ;
- Une gamme destinée à un usage culinaire[2],[3], vendue en bouteilles de 25 cl[4] par pack de trois bouteilles accompagné de sachets d’épices ou par pack de six bouteilles, en rouge et en blanc.